# Vizma

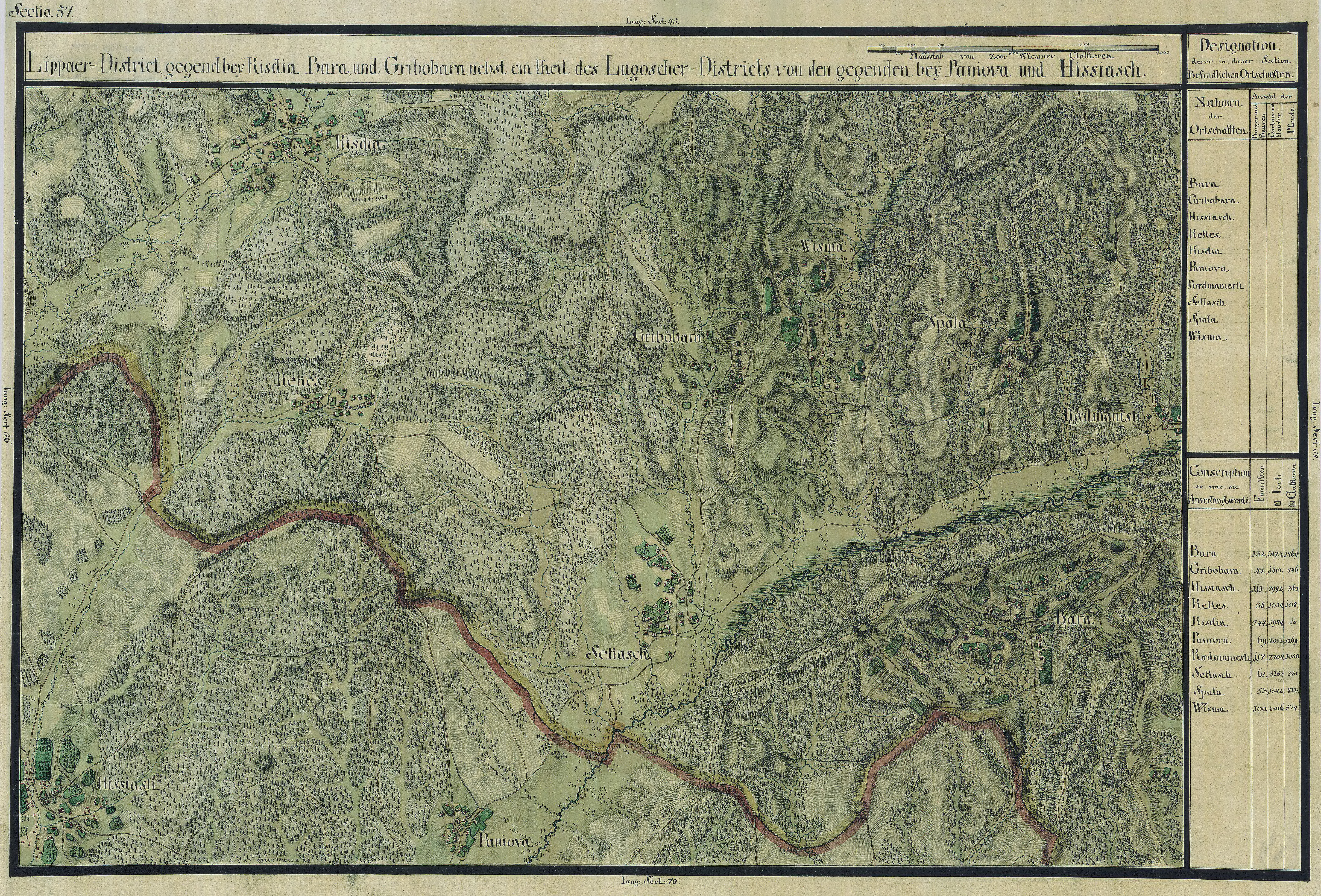
Vizma egy régi térképen

Vizma románul: Vizma, falu Romániában, a Bánságban, Temes megyében.

## Fekvése
Temesvártól északkeletre, Krimárvára, Marosborosznok és Lábos közt fekvő település.

## Története
Vizma a középkorban Arad vármegyéhez tartozott. Nevét 1440-ben említette oklevél Wyzma néven, majd 1477-ben Wisnya (Visznya) alakban fordult elő, Sólymos vár tartozékai között. A török hódoltság végén, és az 1717. évi kamarai jegyzékben, Visna néven, 19 házzal volt említve, majd az 1761. évi hivatalos térképen már csak mint puszta volt említve.
1782-ben Konsoki István és György vásárolták meg a kincstártól, a 19. század elején pedig a Lukács család birtokába ment át, mely családnak 1838-ig volt a birtokában.
1851-ben Fényes Elek írta a településről: „Vizma, oláh falu Temes vármegyében, Lippához 5 órányira, 608 óhitű lakossal, s anyatemplommal. Határa 2892 hold,... A föld agyagos, dombos, de azért megtermi a tiszta búzát, zabot és kukoricát. A lakosok legelőjüket szilvafákkal szokták beültetni. Birtokosa Kövér Márton.”
1838-tól 1869-ig Kövér Márton, 1869-től 1870-ig Kövér Imre, Viktor és Márton, 1870-től Elter János és Gilmig Mária, azután Rugats Lajos, 1893-tól Kovács János és neje voltak itt birtokosok, majd Miklós Aladárnak lett itt nagyobb birtoka.
A trianoni békeszerződés előtt Temes vármegye Lippai járásához tartozott. 1910-ben 701 lakosából 653 román, 29 magyar, 14 német volt. Ebből 655 görög keleti ortodox, 24 római katolikus, 14 református volt.

## Nevezetességek
- Görög keleti temploma a 18. század végén épült.